# Sancticarolitidae
Sancticarolitidae zijn een uitgestorven familie van tweekleppigen uit de orde Unionoida.